# Reuschbach (Mohrbach)
Der Reuschbach ist ein gut 2 km langer, rechter Nebenfluss des Mohrbachs im rheinland-pfälzischen Landkreis Kaiserslautern.

## Name
Der Bach wird im Jahr 1600 als Reichsbach bzw. Reuschbach erstmals schriftlich genannt. Der Name bedeutet wohl „Bach, der durch Reichsland fließt“.

## Geographie

### Verlauf
Der Reuschenbach entspringt in einer Wiese westlich des Niedermohrer Ortsteils Reuschbach auf einer Höhe von etwa  329 m ü. NHN aus einer nur intermittierend wasserführenden Quelle.
Der Bach fließt in ostsüdöstlicher Richtung durch das Dorf, läuft dann in einem schmalen Grünstreifen südostwärts durch den Oberen Grund an den bewaldeten Hängen des 330 m hohen Ebertsbergs im Westen und des Reiselbergs im Osten und markiert danach zeitweise die Gemeindegrenze zwischen Niedermohr und Steinwenden. Der nunmehr ständig wasserführende Bach dreht dabei mehr und mehr nach Osten ab und betritt dann endgültig das Gebiet der Ortsgemeinde Steinwenden. Südlich des zu Obermohr gehörenden Pensionspferdebetriebs Porrbacherhof wird er von einem kleinen Wiesenbächlein gespeist.
Der Reuschbach zieht nun fast südwärts durch Grünland am Südwestfuß des 311 m hohen Wüstenbergs am Ostrand des Jungfrauenwaldes entlang und bildet dann den kleinen Jungfrauenwoog. Bei der Flur Zimmerwiesen schwenkt er nach Süden, fließt danach begleitet von starken Gehölz am Westfuß des 295,2 m hohen Dachsbergs entlang und erreicht nach gut einen halben Kilometer die Ortslage des Steinwendener Ortsteils Obermohr.
Er passiert das Dorf, unterquert dabei noch die L 363 und mündet schließlich auf einer Höhe von ungefähr 221 m ü. NHN von rechts in den aus dem Osten kommenden Mohrbach.
Der 2,29 km lange Lauf des Reuschenbachs endet ungefähr 108 Höhenmeter unterhalb seiner Quelle, er hat somit ein mittleres Sohlgefälle von etwa 47 ‰.

### Einzugsgebiet
Das 3,327 km² große Einzugsgebiet des Reuschbachs erstreckt sich vom Kuseler Bergland bis zu den Unteren Lauterhöhen und wird durch ihn über den Moorbach, die Glan, die Nahe und den Rhein zur Nordsee entwässert.
Es grenzt
- im Nordosten an das Einzugsgebiet des Inzenbachs, der in den Schwanderbach mündet;
- im Osten an das des Schwanderbachs direkt, der in den Mohrbach mündet;
- im Westen an das des Sickenbachs, der ebenfalls in den Mohrbach mündet;
- im Nordwesten an das des Dorfbachs, der in die Glan mündet und
- im Norden an das des Elschbachs, der in den Inzenbach mündet.

Im Nordwesten des Einzugsgebiets überwiegen landwirtschaftliche Nutzflächen und Siedlungen, der mittlere Bereich ist mehrheitlich bewaldet, im Süden dominieren landwirtschaftliche Nutzflächen und in direkten Mündungsbereich Siedlungen.